# ويليام مان (سياسي)
ويليام مان (بالإنجليزية: William Mann)‏ هو سياسي أسترالي، ولد في 17 أكتوبر 1875 في بالارات في أستراليا، وتوفي في 22 أبريل 1951 في برث في أستراليا. حزبياً، نشط في Nationalist Party (Australia) ‏.